# Premier League 2023-24
La Premier League 2023-24 fue la trigésima segunda edición de la máxima competición futbolística de Inglaterra, desde su creación en 1992.
Un total de 20 equipos participaron en la competición, incluyendo 17 equipos de la temporada anterior y 3 provenientes de la English Football League Championship 2022-23.
Manchester City se coronó campeón por cuarta vez consecutiva, convirtiéndose en el primer club inglés en la historia en ganar cuatro ligas seguidas.

## Relevos
Veinte equipos compitieron en la liga: los 17 mejores equipos de la temporada anterior y los 3 equipos promovidos del Championship. Los equipos promovidos fueron Burnley, después de su ausencia en la máxima categoría por un año, el Sheffield United, equipo que llevaba dos temporadas sin jugar en primera división, y el Luton Town hace su debut en la competencia, tras descender en la temporada 91/92 y logró convertirse en el primer equipo en ascender tras jugar en la quinta división. Reemplazaron a Leicester City —que se convierte en el segundo club campeón de la competencia en descender, junto con el Blackburn Rovers— Leeds United —descendido tras tres temporadas en la Premier League— y Southampton —cortando una racha de diez temporadas en la máxima categoría—.
| Pos. | Descendidos a EFL Championship |
| ---- | ------------------------------ |
| 18.º | Leicester City                 |
| 19.º | Leeds United                   |
| 20.º | Southampton                    |

| Pos.  | Ascendidos de EFL Championship |
| ----- | ------------------------------ |
| 1.º   | Burnley                        |
| 2.º   | Sheffield United               |
| Prom. | Luton Town                     |

## Información
| Equipo                 | Ciudad          | Entrenador          | Capitán            | Estadio                   | Capacidad | Marca   | Patrocinador (Pecho) | Patrocinador (Manga) |
| ---------------------- | --------------- | ------------------- | ------------------ | ------------------------- | --------- | ------- | -------------------- | -------------------- |
| Arsenal                | Londres         | Mikel Arteta        | Martin Ødegaard    | Emirates Stadium          | 60 704    | Adidas  | Fly Emirates         | Visit Rwanda         |
| Aston Villa            | Birmingham      | Unai Emery          | John McGinn        | Villa Park                | 42 657    | Castore | BK8                  | Trade Nation         |
| Bournemouth            | Bournemouth     | Andoni Iraola       | Neto               | Vitality Stadium          | 11 307    | Umbro   | Dafabet              | DeWalt               |
| Brentford              | Londres         | Thomas Frank        | Christian Nørgaard | Gtech Community Stadium   | 17 250    | Umbro   | Hollywoodbets        | Pension Bee          |
| Brighton & Hove Albion | Brighton & Hove | Roberto De Zerbi    | Lewis Dunk         | Amex Stadium              | 31 800    | Nike    | American Express     | Snickers UK          |
| Burnley                | Burnley         | Vincent Kompany     | Jack Cork          | Turf Moor                 | 21 944    | Umbro   | W88                  | Uphold               |
| Chelsea                | Londres         | Enzo Maresca        | Reece James        | Stamford Bridge           | 40 343    | Nike    | Infinite Athlete     | BingX                |
| Crystal Palace         | Londres         | Oliver Glasner      | Joel Ward          | Selhurst Park             | 25 486    | Macron  | Cinch                | Kaiyun.com           |
| Everton                | Liverpool       | Sean Dyche          | Séamus Coleman     | Goodison Park             | 39 414    | Hummel  | Stake                | Kick                 |
| Fulham                 | Londres         | Marco Silva         | Tom Cairney        | Craven Cottage            | 22 384    | Adidas  | SBOTOP               | WebBeds              |
| Liverpool              | Liverpool       | Arne Slot           | Virgil van Dijk    | Anfield                   | 53 394    | Nike    | Standard Chartered   | Expedia              |
| Luton Town             | Luton           | Rob Edwards         | Tom Lockyer        | Kenilworth Road           | 10 356    | Umbro   | Utilita              | Free Now             |
| Manchester City        | Mánchester      | Pep Guardiola       | Kevin De Bruyne    | Etihad Stadium            | 53 400    | Puma    | Etihad Airways       | OKX                  |
| Manchester United      | Mánchester      | Ruben Amorim        | Bruno Fernandes    | Old Trafford              | 74 310    | Adidas  | TeamViewer           | DXC Technology       |
| Newcastle United       | Newcastle       | Eddie Howe          | Kieran Trippier    | St James' Park            | 52 305    | Castore | Sela                 | Noon.com             |
| Nottingham Forest      | Nottingham      | Nuno Espírito Santo | Joe Worrall        | City Ground               | 30 332    | Adidas  | Kaiyun.com           | Ideagen              |
| Sheffield United       | Sheffield       | Chris Wilder        | Oliver Norwood     | Bramall Lane              | 32 050    | Erreà   | CFI Group            | Gtech                |
| Tottenham Hotspur      | Londres         | Ange Postecoglou    | Son Heung-min      | Tottenham Hotspur Stadium | 62 850    | Nike    | AIA                  | Cinch                |
| West Ham United        | Londres         | David Moyes         | Kurt Zouma         | London Stadium            | 62 500    | Umbro   | Betway               | JD Sports            |
| Wolverhampton          | Wolverhampton   | Gary O'Neil         | Max Kilman         | Molineux Stadium          | 31 750    | Castore | AstroPay             | 6686.com             |

### Entrenadores
| Equipo            | Entrenador (Jornadas)     | Fecha de vacante        | Tipo de salida     | Posición en la tabla | Entrenador entrante | Fecha de nombramiento   |
| ----------------- | ------------------------- | ----------------------- | ------------------ | -------------------- | ------------------- | ----------------------- |
| Chelsea           | Frank Lampard             | 28 de mayo de 2023      | Fin de interinidad | Pretemporada         | Mauricio Pochettino | 29 de mayo de 2023      |
| Tottenham Hotspur | Ryan Mason                | 28 de mayo de 2023      | Fin de interinidad | Pretemporada         | Ange Postecoglu     | 6 de junio de 2023      |
| Bournemouth       | Gary O'Neil               | 19 de junio de 2023     | Despedido          | Pretemporada         | Andoni Iraola       | 19 de junio de 2023     |
| Wolverhampton     | Julen Lopetegui           | 8 de agosto de 2023     | Mutuo acuerdo      | Pretemporada         | Gary O'Neil         | 9 de agosto de 2023     |
| Sheffield United  | Paul Heckingbottom (1–14) | 5 de diciembre de 2023  | Despedido          | 20°                  | Chris Wilder        | 5 de diciembre de 2023  |
| Nottingham Forest | Steve Cooper(1–17)        | 19 de diciembre de 2023 | Despedido          | 17°                  | Nuno Espírito Santo | 20 de diciembre de 2023 |
| Crystal Palace    | Roy Hodgson(1–25)         | 19 de febrero de 2024   | Renuncia           | 15°                  | Oliver Glasner      | 19 de febrero de 2024   |

## Localización
| Gran Londres                | 7 | Arsenal, Brentford, Chelsea, Crystal Palace, Fulham, Tottenham Hotspur y West Ham United | Aston Villa Bournemouth Brighton & Hove Albion Burnley Everton Liverpool Londres Luton Town Manchester City Manchester United Newcastle United Nottingham Forest Sheffield United Wolverhampton |
| Gran Mánchester             | 2 | Manchester City y Manchester United                                                      | Aston Villa Bournemouth Brighton & Hove Albion Burnley Everton Liverpool Londres Luton Town Manchester City Manchester United Newcastle United Nottingham Forest Sheffield United Wolverhampton |
| Merseyside                  | 2 | Everton y Liverpool                                                                      | Aston Villa Bournemouth Brighton & Hove Albion Burnley Everton Liverpool Londres Luton Town Manchester City Manchester United Newcastle United Nottingham Forest Sheffield United Wolverhampton |
| Tierras Medias Occidentales | 2 | Aston Villa y Wolverhampton                                                              | Aston Villa Bournemouth Brighton & Hove Albion Burnley Everton Liverpool Londres Luton Town Manchester City Manchester United Newcastle United Nottingham Forest Sheffield United Wolverhampton |
| Bedfordshire                | 1 | Luton Town                                                                               | Aston Villa Bournemouth Brighton & Hove Albion Burnley Everton Liverpool Londres Luton Town Manchester City Manchester United Newcastle United Nottingham Forest Sheffield United Wolverhampton |
| Dorset                      | 1 | Bournemouth                                                                              | Aston Villa Bournemouth Brighton & Hove Albion Burnley Everton Liverpool Londres Luton Town Manchester City Manchester United Newcastle United Nottingham Forest Sheffield United Wolverhampton |
| Lancashire                  | 1 | Burnley                                                                                  | Aston Villa Bournemouth Brighton & Hove Albion Burnley Everton Liverpool Londres Luton Town Manchester City Manchester United Newcastle United Nottingham Forest Sheffield United Wolverhampton |
| Nottinghamshire             | 1 | Nottingham Forest                                                                        | Aston Villa Bournemouth Brighton & Hove Albion Burnley Everton Liverpool Londres Luton Town Manchester City Manchester United Newcastle United Nottingham Forest Sheffield United Wolverhampton |
| Sussex Oriental             | 1 | Brighton & Hove Albion                                                                   | Aston Villa Bournemouth Brighton & Hove Albion Burnley Everton Liverpool Londres Luton Town Manchester City Manchester United Newcastle United Nottingham Forest Sheffield United Wolverhampton |
| Tyne y Wear                 | 1 | Newcastle United                                                                         | Aston Villa Bournemouth Brighton & Hove Albion Burnley Everton Liverpool Londres Luton Town Manchester City Manchester United Newcastle United Nottingham Forest Sheffield United Wolverhampton |
| Yorkshire del Sur           | 1 | Sheffield United                                                                         | Aston Villa Bournemouth Brighton & Hove Albion Burnley Everton Liverpool Londres Luton Town Manchester City Manchester United Newcastle United Nottingham Forest Sheffield United Wolverhampton |

## Desarrollo

### Clasificación
| Pos. | Equipo                 | Pts. | PJ | G  | E  | P  | GF | GC  | Dif. | Clasificación 2024–25                    |
| ---- | ---------------------- | ---- | -- | -- | -- | -- | -- | --- | ---- | ---------------------------------------- |
| 1    | Manchester City (C)    | 91   | 38 | 28 | 7  | 3  | 96 | 34  | +62  | Fase de liga de la Liga de Campeones     |
| 2    | Arsenal                | 89   | 38 | 28 | 5  | 5  | 91 | 29  | +62  | Fase de liga de la Liga de Campeones     |
| 3    | Liverpool              | 82   | 38 | 24 | 10 | 4  | 86 | 41  | +45  | Fase de liga de la Liga de Campeones     |
| 4    | Aston Villa            | 68   | 38 | 20 | 8  | 10 | 76 | 61  | +15  | Fase de liga de la Liga de Campeones     |
| 5    | Tottenham Hotspur      | 66   | 38 | 20 | 6  | 12 | 74 | 61  | +13  | Fase de liga de la Liga Europa           |
| 6    | Chelsea                | 63   | 38 | 18 | 9  | 11 | 77 | 63  | +14  | Ronda de play-off de la Liga Conferencia |
| 7    | Newcastle United       | 60   | 38 | 18 | 6  | 14 | 85 | 62  | +23  |                                          |
| 8    | Manchester United      | 60   | 38 | 18 | 6  | 14 | 57 | 58  | −1   | Fase de liga de la Liga Europa           |
| 9    | West Ham United        | 52   | 38 | 14 | 10 | 14 | 60 | 74  | −14  |                                          |
| 10   | Crystal Palace         | 49   | 38 | 13 | 10 | 15 | 57 | 58  | −1   |                                          |
| 11   | Brighton & Hove Albion | 48   | 38 | 12 | 12 | 14 | 55 | 62  | −7   |                                          |
| 12   | Bournemouth            | 48   | 38 | 13 | 9  | 16 | 54 | 67  | −13  |                                          |
| 13   | Fulham                 | 47   | 38 | 13 | 8  | 17 | 55 | 61  | −6   |                                          |
| 14   | Wolverhampton          | 46   | 38 | 13 | 7  | 18 | 50 | 65  | −15  |                                          |
| 15   | Everton                | 40   | 38 | 13 | 9  | 16 | 40 | 51  | −11  |                                          |
| 16   | Brentford              | 39   | 38 | 10 | 9  | 19 | 56 | 65  | −9   |                                          |
| 17   | Nottingham Forest      | 32   | 38 | 9  | 9  | 20 | 49 | 67  | −18  |                                          |
| 18   | Luton Town (D)         | 26   | 38 | 6  | 8  | 24 | 52 | 85  | −33  | Descenso a la EFL Championship           |
| 19   | Burnley (D)            | 24   | 38 | 5  | 9  | 24 | 41 | 78  | −37  | Descenso a la EFL Championship           |
| 20   | Sheffield United (D)   | 16   | 38 | 3  | 7  | 28 | 35 | 104 | −69  | Descenso a la EFL Championship           |

Actualizado a los partidos jugados el 19 de mayo de 2024.
 Fuente: Premier League
Notas:
1. ↑  Dado que el campeón de la Copa EFL 2023-24, el Liverpool, clasificó para la Liga de Campeones, en función de su posición en la liga, la plaza en la Liga Europa Conferencia, otorgada al campeón de la Copa EFL, se transfiere al equipo de la Premier League, mejor clasificado que no está clasificado para competiciones europeas, que es el equipo ubicado en el sexto lugar.
2. ↑  Manchester United clasificó a la Fase de grupos de la Liga Europa por ser campeón de la FA Cup 2023-24.
3. ↑  El Everton fue sancionado con la deducción de 10 puntos tras la investigación de una comisión independiente por violaciones de las reglas de rentabilidad y sostenibilidad de la Premier League durante la temporada 2021/22.[29] Esta decisión fue apelada ante una mesa de apelaciones designada por el Panel Judicial de la liga[30] que, tras hacer una revisión, decidió reducir la sanción a 6 puntos.[31]El Everton fue nuevamente sancionado por violaciones de las reglas de rentabilidad y sostenibilidad de la Premier League durante la temporada 2022/23, esta vez con la deducción de 2 puntos.[32]
4. ↑  El Nottingham Forest fue sancionado con la deducción de 4 puntos tras la investigación de una comisión independiente por violaciones de las reglas de rentabilidad y sostenibilidad de la Premier League.[33]El Nottingham Forest decidió apelar la decisión ante una mesa de apelaciones designada por el Panel Judicial de la liga.[34]

### Evolución
| Equipo                 | 01 | 02  | 03  | 04  | 05  | 06  | 07 | 08 | 09 | 10 | 11 | 12 | 13 | 14 | 15 | 16 | 17  | 18  | 19  | 20  | 21  | 22  | 23  | 24  | 25  | 26  | 27  | 28  | 29   | 30   | 31   | 32  | 33  | 34  | 35  | 36  | 37 | 38 |
| Equipo                 |    |     |     |     |     |     |    |    |    |    |    |    |    |    |    |    |     |     |     |     |     |     |     |     |     |     |     |     |      |      |      |     |     |     |     |     |    |    |
| ---------------------- | -- | --- | --- | --- | --- | --- | -- | -- | -- | -- | -- | -- | -- | -- | -- | -- | --- | --- | --- | --- | --- | --- | --- | --- | --- | --- | --- | --- | ---- | ---- | ---- | --- | --- | --- | --- | --- | -- | -- |
| Manchester City        | 3  | 2   | 1   | 1   | 1   | 1   | 1  | 3  | 2  | 3  | 1  | 1  | 2  | 3  | 4  | 4  | 4   | 5*  | 4*  | 3*  | 2*  | 2*  | 2*  | 2*  | 2   | 2   | 2   | 3   | 3*   | 3*   | 3*   | 3*  | 1*  | 2*  | 2*  | 2*  | 1  | 1  |
| Arsenal                | 4  | 3   | 5   | 5   | 4   | 5   | 3  | 2  | 3  | 2  | 4  | 3  | 1  | 1  | 1  | 2  | 1   | 1   | 2   | 4   | 3   | 3   | 3   | 3   | 3   | 3   | 3   | 1   | 1*   | 2*   | 2*   | 1*  | 2*  | 1   | 1   | 1   | 2  | 2  |
| Liverpool              | 12 | 5   | 4   | 3   | 3   | 2   | 4  | 4  | 4  | 4  | 3  | 2  | 3  | 2  | 2  | 1  | 2   | 2   | 1   | 1   | 1   | 1   | 1   | 1   | 1   | 1   | 1   | 2   | 2*   | 1*   | 1*   | 2*  | 3*  | 3   | 3   | 3   | 3  | 3  |
| Aston Villa            | 20 | 9   | 7   | 10  | 7   | 6   | 5  | 5  | 5  | 5  | 5  | 5  | 4  | 4  | 3  | 3  | 3   | 3   | 3   | 2   | 4   | 5   | 4   | 5   | 4   | 4   | 4   | 4   | 4    | 4    | 4    | 5   | 4   | 4   | 4   | 4   | 4  | 4  |
| Tottenham Hotspur      | 9  | 6   | 3   | 2   | 2   | 4   | 2  | 1  | 1  | 1  | 2  | 4  | 5  | 5  | 5  | 5  | 5   | 4   | 5   | 5   | 5   | 4   | 5   | 4   | 5   | 5*  | 5*  | 5*  | 5*   | 5*   | 5*   | 4*  | 5*  | 5** | 5*  | 5*  | 5  | 5  |
| Chelsea                | 11 | 15  | 10  | 12  | 14  | 14  | 11 | 11 | 10 | 11 | 10 | 10 | 10 | 11 | 10 | 12 | 10  | 10  | 10  | 10  | 9   | 10  | 11  | 10  | 10  | 11* | 11* | 11* | 11** | 11** | 10** | 9** | 9** | 9** | 8*  | 7*  | 6  | 6  |
| Newcastle United       | 1  | 8   | 13  | 14  | 12  | 8   | 8  | 8  | 6  | 6  | 6  | 7  | 7  | 6  | 7  | 7  | 6   | 7   | 9   | 9   | 10  | 8   | 9   | 7   | 8   | 10  | 8   | 10  | 10*  | 8*   | 8*   | 8*  | 6   | 7*  | 7*  | 6*  | 7  | 7  |
| Manchester United      | 7  | 12  | 8   | 11  | 13  | 9   | 10 | 10 | 8  | 8  | 8  | 6  | 6  | 7  | 6  | 6  | 7   | 8   | 7   | 8   | 8   | 7   | 6   | 6   | 6   | 6   | 6   | 6   | 6*   | 6*   | 6*   | 6*  | 7*  | 6*  | 6*  | 8*  | 8  | 8  |
| West Ham United        | 13 | 7   | 2   | 4   | 6   | 7   | 7  | 7  | 9  | 9  | 12 | 9  | 9  | 9  | 9  | 9  | 8   | 6   | 6   | 6   | 6   | 6   | 7   | 8   | 9   | 8   | 7   | 7   | 7    | 7    | 7    | 7   | 8   | 8   | 9   | 9   | 9  | 9  |
| Crystal Palace         | 5  | 11  | 11  | 7   | 9   | 10  | 9  | 9  | 11 | 13 | 11 | 13 | 13 | 12 | 14 | 15 | 15  | 15  | 15  | 14  | 15  | 14  | 14  | 14  | 15  | 13  | 14  | 14  | 14*  | 14*  | 14*  | 14* | 14* | 14  | 14  | 14  | 12 | 10 |
| Brighton & Hove Albion | 2  | 1   | 6   | 6   | 5   | 3   | 6  | 6  | 7  | 7  | 7  | 8  | 8  | 8  | 8  | 8  | 9   | 9   | 8   | 7   | 7   | 9   | 8   | 9   | 7   | 7   | 9   | 8   | 8*   | 9*   | 9*   | 10* | 10* | 11* | 12* | 11* | 10 | 11 |
| Bournemouth            | 10 | 14  | 16  | 16  | 15  | 17  | 19 | 19 | 19 | 17 | 18 | 16 | 16 | 16 | 15 | 14 | 14* | 12* | 12* | 12* | 12* | 12* | 12* | 13* | 13* | 14* | 13* | 13  | 13*  | 13*  | 12*  | 12* | 13* | 10  | 10  | 10  | 11 | 12 |
| Fulham                 | 6  | 13  | 12  | 13  | 10  | 11  | 13 | 12 | 13 | 14 | 15 | 15 | 14 | 14 | 12 | 10 | 11  | 13  | 13  | 13  | 13  | 13  | 13  | 12  | 12  | 12  | 12  | 12  | 12   | 12   | 13   | 13  | 12  | 13  | 13  | 13  | 14 | 13 |
| Wolverhampton          | 17 | 19  | 15  | 15  | 16  | 16  | 15 | 14 | 12 | 12 | 14 | 12 | 12 | 13 | 13 | 13 | 13  | 11  | 11  | 11  | 11  | 11  | 10  | 11  | 11  | 9   | 10  | 9   | 9*   | 10*  | 11*  | 11* | 11* | 12  | 11  | 12  | 13 | 14 |
| Everton                | 15 | 20  | 20  | 18  | 18  | 15  | 16 | 16 | 16 | 15 | 16 | 19 | 19 | 18 | 17 | 17 | 16  | 16  | 17  | 17  | 17  | 18  | 18  | 18  | 17  | 15  | 16  | 16  | 16*  | 16*  | 16*  | 16* | 16* | 16  | 15  | 15  | 15 | 15 |
| Brentford              | 8  | 4   | 9   | 8   | 11  | 13  | 14 | 15 | 14 | 10 | 9  | 11 | 11 | 10 | 11 | 11 | 12  | 14* | 14* | 16* | 14* | 15* | 15* | 15* | 14  | 16  | 15  | 15  | 15   | 15   | 15   | 15  | 15  | 15  | 16  | 16  | 16 | 16 |
| Nottingham Forest      | 14 | 10  | 14  | 9   | 8   | 12  | 12 | 13 | 15 | 16 | 13 | 14 | 15 | 15 | 16 | 16 | 17  | 17  | 16  | 15  | 16  | 16  | 16  | 16  | 16  | 17  | 17  | 17  | 18   | 17   | 17   | 17  | 17  | 17  | 17  | 17  | 17 | 17 |
| Luton Town             | 18 | 17* | 19* | 20* | 20* | 18* | 17 | 17 | 17 | 18 | 17 | 17 | 17 | 17 | 18 | 18 | 18* | 18* | 18* | 18* | 18* | 17* | 17* | 17* | 18* | 18* | 18* | 18  | 17   | 18   | 18   | 18  | 18  | 18  | 18  | 18  | 18 | 18 |
| Burnley                | 19 | 18* | 18* | 19* | 19* | 19* | 18 | 18 | 18 | 19 | 19 | 20 | 20 | 19 | 19 | 19 | 19  | 19  | 19  | 19  | 19  | 19  | 19  | 19  | 19  | 19  | 19  | 19  | 19   | 19   | 19   | 19  | 19  | 19  | 19  | 19  | 19 | 19 |
| Sheffield United       | 16 | 16  | 17  | 17  | 17  | 20  | 20 | 20 | 20 | 20 | 20 | 18 | 18 | 20 | 20 | 20 | 20  | 20  | 20  | 20  | 20  | 20  | 20  | 20  | 20  | 20  | 20  | 20  | 20*  | 20*  | 20*  | 20* | 20* | 20  | 20  | 20  | 20 | 20 |

(*) Indica la posición del equipo con un partido pendiente.
(**) Indica la posición del equipo con dos partidos pendientes.

## Resultados
- Todos los horarios corresponden al huso horario del Reino Unido (Hora de Europa Occidental): UTC+0 en horario estándar y UTC+1 en horario de verano.

### Primera vuelta
| Burnley                | 0 – 3 | Manchester City   | Turf Moor               | 11 de agosto | 20:00 |
| Arsenal                | 2 – 1 | Nottingham Forest | Emirates Stadium        | 12 de agosto | 12:30 |
| Bournemouth            | 1 – 1 | West Ham United   | Vitality Stadium        | 12 de agosto | 15:00 |
| Brighton & Hove Albion | 4 – 1 | Luton Town        | Amex Stadium            | 12 de agosto | 15:00 |
| Everton                | 0 – 1 | Fulham            | Goodison Park           | 12 de agosto | 15:00 |
| Sheffield United       | 0 – 1 | Crystal Palace    | Bramall Lane            | 12 de agosto | 15:00 |
| Newcastle United       | 5 – 1 | Aston Villa       | St James' Park          | 12 de agosto | 17:30 |
| Brentford              | 2 – 2 | Tottenham Hotspur | Gtech Community Stadium | 13 de agosto | 14:00 |
| Chelsea                | 1 – 1 | Liverpool         | Stamford Bridge         | 13 de agosto | 16:30 |
| Manchester United      | 1 – 0 | Wolverhampton     | Old Trafford            | 14 de agosto | 20:00 |

| Nottingham Forest | 2 – 1 | Sheffield United       | City Ground               | 18 de agosto | 19:45 |
| Fulham            | 0 – 3 | Brentford              | Craven Cottage            | 19 de agosto | 15:00 |
| Liverpool         | 3 – 1 | Bournemouth            | Anfield                   | 19 de agosto | 15:00 |
| Wolverhampton     | 1 – 4 | Brighton & Hove Albion | Molineux Stadium          | 19 de agosto | 15:00 |
| Tottenham Hotspur | 2 – 0 | Manchester United      | Tottenham Hotspur Stadium | 19 de agosto | 17:30 |
| Manchester City   | 1 – 0 | Newcastle United       | Etihad Stadium            | 19 de agosto | 20:00 |
| Aston Villa       | 4 – 0 | Everton                | Villa Park                | 20 de agosto | 14:00 |
| West Ham United   | 3 – 1 | Chelsea                | London Stadium            | 20 de agosto | 16:30 |
| Crystal Palace    | 0 – 1 | Arsenal                | Selhurst Park             | 21 de agosto | 20:00 |
| Luton Town        | 1 – 2 | Burnley                | Kenilworth Road           | 3 de octubre | 19:30 |

| Chelsea                | 3 – 0 | Luton Town        | Stamford Bridge         | 25 de agosto | 20:00 |
| Bournemouth            | 0 – 2 | Tottenham Hotspur | Vitality Stadium        | 26 de agosto | 12:30 |
| Arsenal                | 2 – 2 | Fulham            | Emirates Stadium        | 26 de agosto | 15:00 |
| Brentford              | 1 – 1 | Crystal Palace    | Gtech Community Stadium | 26 de agosto | 15:00 |
| Everton                | 0 – 1 | Wolverhampton     | Goodison Park           | 26 de agosto | 15:00 |
| Manchester United      | 3 – 2 | Nottingham Forest | Old Trafford            | 26 de agosto | 15:00 |
| Brighton & Hove Albion | 1 – 3 | West Ham United   | Amex Stadium            | 26 de agosto | 17:30 |
| Burnley                | 1 – 3 | Aston Villa       | Turf Moor               | 27 de agosto | 14:00 |
| Sheffield United       | 1 – 2 | Manchester City   | Bramall Lane            | 27 de agosto | 14:00 |
| Newcastle United       | 1 – 2 | Liverpool         | St James' Park          | 27 de agosto | 16:30 |

| Luton Town             | 1 – 2 | West Ham United   | Kenilworth Road         | 1 de septiembre | 20:00 |
| Sheffield United       | 2 – 2 | Everton           | Bramall Lane            | 2 de septiembre | 12:30 |
| Brentford              | 2 – 2 | Bournemouth       | Gtech Community Stadium | 2 de septiembre | 15:00 |
| Burnley                | 2 – 5 | Tottenham Hotspur | Turf Moor               | 2 de septiembre | 15:00 |
| Chelsea                | 0 – 1 | Nottingham Forest | Stamford Bridge         | 2 de septiembre | 15:00 |
| Manchester City        | 5 – 1 | Fulham            | Etihad Stadium          | 2 de septiembre | 15:00 |
| Brighton & Hove Albion | 3 – 1 | Newcastle United  | Amex Stadium            | 2 de septiembre | 17:30 |
| Crystal Palace         | 3 – 2 | Wolverhampton     | Selhurst Park           | 3 de septiembre | 14:00 |
| Liverpool              | 3 – 0 | Aston Villa       | Anfield                 | 3 de septiembre | 14:00 |
| Arsenal                | 3 – 1 | Manchester United | Emirates Stadium        | 3 de septiembre | 16:30 |

| Wolverhampton     | 1 – 3 | Liverpool              | Molineux Stadium          | 16 de septiembre | 12:30 |
| Aston Villa       | 3 – 1 | Crystal Palace         | Villa Park                | 16 de septiembre | 15:00 |
| Fulham            | 1 – 0 | Luton Town             | Craven Cottage            | 16 de septiembre | 15:00 |
| Manchester United | 1 – 3 | Brighton & Hove Albion | Old Trafford              | 16 de septiembre | 15:00 |
| Tottenham Hotspur | 2 – 1 | Sheffield United       | Tottenham Hotspur Stadium | 16 de septiembre | 15:00 |
| West Ham United   | 1 – 3 | Manchester City        | London Stadium            | 16 de septiembre | 15:00 |
| Newcastle United  | 1 – 0 | Brentford              | St James' Park            | 16 de septiembre | 17:30 |
| Bournemouth       | 0 – 0 | Chelsea                | Vitality Stadium          | 17 de septiembre | 14:00 |
| Everton           | 0 – 1 | Arsenal                | Goodison Park             | 17 de septiembre | 16:30 |
| Nottingham Forest | 1 – 1 | Burnley                | City Ground               | 18 de septiembre | 19:45 |

| Crystal Palace         | 0 – 0 | Fulham            | Selhurst Park           | 23 de septiembre | 15:00 |
| Luton Town             | 1 – 1 | Wolverhampton     | Kenilworth Road         | 23 de septiembre | 15:00 |
| Manchester City        | 2 – 0 | Nottingham Forest | Etihad Stadium          | 23 de septiembre | 15:00 |
| Brentford              | 1 – 3 | Everton           | Gtech Community Stadium | 23 de septiembre | 17:30 |
| Burnley                | 0 – 1 | Manchester United | Turf Moor               | 23 de septiembre | 20:00 |
| Arsenal                | 2 – 2 | Tottenham Hotspur | Emirates Stadium        | 24 de septiembre | 14:00 |
| Brighton & Hove Albion | 3 – 1 | Bournemouth       | Amex Stadium            | 24 de septiembre | 14:00 |
| Chelsea                | 0 – 1 | Aston Villa       | Stamford Bridge         | 24 de septiembre | 14:00 |
| Liverpool              | 3 – 1 | West Ham United   | Anfield                 | 24 de septiembre | 14:00 |
| Sheffield United       | 0 – 8 | Newcastle United  | Bramall Lane            | 24 de septiembre | 16:30 |

| Aston Villa       | 6 – 1 | Brighton & Hove Albion | Villa Park                | 30 de septiembre | 12:30 |
| Bournemouth       | 0 – 4 | Arsenal                | Vitality Stadium          | 30 de septiembre | 15:00 |
| Everton           | 1 – 2 | Luton Town             | Goodison Park             | 30 de septiembre | 15:00 |
| Manchester United | 0 – 1 | Crystal Palace         | Old Trafford              | 30 de septiembre | 15:00 |
| Newcastle United  | 2 – 0 | Burnley                | St James' Park            | 30 de septiembre | 15:00 |
| West Ham United   | 2 – 0 | Sheffield United       | London Stadium            | 30 de septiembre | 15:00 |
| Wolverhampton     | 2 – 1 | Manchester City        | Molineux Stadium          | 30 de septiembre | 15:00 |
| Tottenham Hotspur | 2 – 1 | Liverpool              | Tottenham Hotspur Stadium | 30 de septiembre | 17:30 |
| Nottingham Forest | 1 – 1 | Brentford              | City Ground               | 1 de octubre     | 14:00 |
| Fulham            | 0 – 2 | Chelsea                | Craven Cottage            | 2 de octubre     | 20:00 |

| Luton Town             | 0 – 1 | Tottenham Hotspur | Kenilworth Road  | 7 de octubre | 12:30 |
| Burnley                | 1 – 4 | Chelsea           | Turf Moor        | 7 de octubre | 15:00 |
| Everton                | 3 – 0 | Bournemouth       | Goodison Park    | 7 de octubre | 15:00 |
| Fulham                 | 3 – 1 | Sheffield United  | Craven Cottage   | 7 de octubre | 15:00 |
| Manchester United      | 2 – 1 | Brentford         | Old Trafford     | 7 de octubre | 15:00 |
| Crystal Palace         | 0 – 0 | Nottingham Forest | Selhurst Park    | 7 de octubre | 17:30 |
| Brighton & Hove Albion | 2 – 2 | Liverpool         | Amex Stadium     | 8 de octubre | 14:00 |
| West Ham United        | 2 – 2 | Newcastle United  | London Stadium   | 8 de octubre | 14:00 |
| Wolverhampton          | 1 – 1 | Aston Villa       | Molineux Stadium | 8 de octubre | 14:00 |
| Arsenal                | 1 – 0 | Manchester City   | Emirates Stadium | 8 de octubre | 16:30 |

| Liverpool         | 2 – 0 | Everton                | Anfield                   | 21 de octubre | 12:30 |
| Bournemouth       | 1 – 2 | Wolverhampton          | Vitality Stadium          | 21 de octubre | 15:00 |
| Brentford         | 3 – 0 | Burnley                | Gtech Community Stadium   | 21 de octubre | 15:00 |
| Manchester City   | 2 – 1 | Brighton & Hove Albion | Etihad Stadium            | 21 de octubre | 15:00 |
| Newcastle United  | 4 – 0 | Crystal Palace         | St James' Park            | 21 de octubre | 15:00 |
| Nottingham Forest | 2 – 2 | Luton Town             | City Ground               | 21 de octubre | 15:00 |
| Chelsea           | 2 – 2 | Arsenal                | Stamford Bridge           | 21 de octubre | 17:30 |
| Sheffield United  | 1 – 2 | Manchester United      | Bramall Lane              | 21 de octubre | 20:00 |
| Aston Villa       | 4 – 1 | West Ham United        | Villa Park                | 22 de octubre | 16:30 |
| Tottenham Hotspur | 2 – 0 | Fulham                 | Tottenham Hotspur Stadium | 23 de octubre | 20:00 |

| Crystal Palace         | 1 – 2 | Tottenham Hotspur | Selhurst Park    | 27 de octubre | 20:00 |
| Chelsea                | 0 – 2 | Brentford         | Stamford Bridge  | 28 de octubre | 12:30 |
| Arsenal                | 5 – 0 | Sheffield United  | Emirates Stadium | 28 de octubre | 15:00 |
| Bournemouth            | 2 – 1 | Burnley           | Vitality Stadium | 28 de octubre | 15:00 |
| Wolverhampton          | 2 – 2 | Newcastle United  | Molineux Stadium | 28 de octubre | 17:30 |
| West Ham United        | 0 – 1 | Everton           | London Stadium   | 29 de octubre | 13:00 |
| Aston Villa            | 3 – 1 | Luton Town        | Villa Park       | 29 de octubre | 14:00 |
| Brighton & Hove Albion | 1 – 1 | Fulham            | Amex Stadium     | 29 de octubre | 14:00 |
| Liverpool              | 3 – 0 | Nottingham Forest | Anfield          | 29 de octubre | 14:00 |
| Manchester United      | 0 – 3 | Manchester City   | Old Trafford     | 29 de octubre | 15:30 |

| Fulham            | 0 – 1 | Manchester United      | Craven Cottage            | 4 de noviembre | 12:30 |
| Brentford         | 3 – 2 | West Ham United        | Gtech Community Stadium   | 4 de noviembre | 15:00 |
| Burnley           | 0 – 2 | Crystal Palace         | Turf Moor                 | 4 de noviembre | 15:00 |
| Everton           | 1 – 1 | Brighton & Hove Albion | Goodison Park             | 4 de noviembre | 15:00 |
| Manchester City   | 6 – 1 | Bournemouth            | Etihad Stadium            | 4 de noviembre | 15:00 |
| Sheffield United  | 2 – 1 | Wolverhampton          | Bramall Lane              | 4 de noviembre | 15:00 |
| Newcastle United  | 1 – 0 | Arsenal                | St James' Park            | 4 de noviembre | 17:30 |
| Nottingham Forest | 2 – 0 | Aston Villa            | City Ground               | 5 de noviembre | 14:00 |
| Luton Town        | 1 – 1 | Liverpool              | Kenilworth Road           | 5 de noviembre | 16:30 |
| Tottenham Hotspur | 1 – 4 | Chelsea                | Tottenham Hotspur Stadium | 6 de noviembre | 20:00 |

| Wolverhampton          | 2 – 1 | Tottenham Hotspur | Molineux Stadium | 11 de noviembre | 12:30 |
| Arsenal                | 3 – 1 | Burnley           | Emirates Stadium | 11 de noviembre | 15:00 |
| Crystal Palace         | 2 – 3 | Everton           | Selhurst Park    | 11 de noviembre | 15:00 |
| Manchester United      | 1 – 0 | Luton Town        | Old Trafford     | 11 de noviembre | 15:00 |
| Bournemouth            | 2 – 0 | Newcastle United  | Vitality Stadium | 11 de noviembre | 17:30 |
| Aston Villa            | 3 – 1 | Fulham            | Villa Park       | 12 de noviembre | 14:00 |
| Brighton & Hove Albion | 1 – 1 | Sheffield United  | Amex Stadium     | 12 de noviembre | 14:00 |
| Liverpool              | 3 – 0 | Brentford         | Anfield          | 12 de noviembre | 14:00 |
| West Ham United        | 3 – 2 | Nottingham Forest | London Stadium   | 12 de noviembre | 14:00 |
| Chelsea                | 4 – 4 | Manchester City   | Stamford Bridge  | 12 de noviembre | 16:30 |

| Manchester City   | 1 – 1 | Liverpool              | Etihad Stadium            | 25 de noviembre | 12:30 |
| Burnley           | 1 – 2 | West Ham United        | Turf Moor                 | 25 de noviembre | 15:00 |
| Luton Town        | 2 – 1 | Crystal Palace         | Kenilworth Road           | 25 de noviembre | 15:00 |
| Newcastle United  | 4 – 1 | Chelsea                | St James' Park            | 25 de noviembre | 15:00 |
| Nottingham Forest | 2 – 3 | Brighton & Hove Albion | City Ground               | 25 de noviembre | 15:00 |
| Sheffield United  | 1 – 3 | Bournemouth            | Bramall Lane              | 25 de noviembre | 15:00 |
| Brentford         | 0 – 1 | Arsenal                | Gtech Community Stadium   | 25 de noviembre | 17:30 |
| Tottenham Hotspur | 1 – 2 | Aston Villa            | Tottenham Hotspur Stadium | 26 de noviembre | 14:00 |
| Everton           | 0 – 3 | Manchester United      | Goodison Park             | 26 de noviembre | 16:30 |
| Fulham            | 3 – 2 | Wolverhampton          | Craven Cottage            | 27 de noviembre | 20:00 |

| Arsenal           | 2 – 1 | Wolverhampton          | Emirates Stadium        | 2 de diciembre | 15:00 |
| Brentford         | 3 – 1 | Luton Town             | Gtech Community Stadium | 2 de diciembre | 15:00 |
| Burnley           | 5 – 0 | Sheffield United       | Turf Moor               | 2 de diciembre | 15:00 |
| Nottingham Forest | 0 – 1 | Everton                | City Ground             | 2 de diciembre | 17:30 |
| Newcastle United  | 1 – 0 | Manchester United      | St James' Park          | 2 de diciembre | 20:00 |
| Bournemouth       | 2 – 2 | Aston Villa            | Vitality Stadium        | 3 de diciembre | 14:00 |
| Chelsea           | 3 – 2 | Brighton & Hove Albion | Stamford Bridge         | 3 de diciembre | 14:00 |
| Liverpool         | 4 – 3 | Fulham                 | Anfield                 | 3 de diciembre | 14:00 |
| West Ham United   | 1 – 1 | Crystal Palace         | London Stadium          | 3 de diciembre | 14:00 |
| Manchester City   | 3 – 3 | Tottenham Hotspur      | Etihad Stadium          | 3 de diciembre | 16:30 |

| Wolverhampton          | 1 – 0 | Burnley           | Molineux Stadium          | 5 de diciembre | 19:30 |
| Luton Town             | 3 – 4 | Arsenal           | Kenilworth Road           | 5 de diciembre | 20:15 |
| Brighton & Hove Albion | 2 – 1 | Brentford         | Amex Stadium              | 6 de diciembre | 19:30 |
| Crystal Palace         | 0 – 2 | Bournemouth       | Selhurst Park             | 6 de diciembre | 19:30 |
| Fulham                 | 5 – 0 | Nottingham Forest | Craven Cottage            | 6 de diciembre | 19:30 |
| Sheffield United       | 0 – 2 | Liverpool         | Bramall Lane              | 6 de diciembre | 19:30 |
| Aston Villa            | 1 – 0 | Manchester City   | Villa Park                | 6 de diciembre | 20:15 |
| Manchester United      | 2 – 1 | Chelsea           | Old Trafford              | 6 de diciembre | 20:15 |
| Everton                | 3 – 0 | Newcastle United  | Goodison Park             | 7 de diciembre | 19:30 |
| Tottenham Hotspur      | 1 – 2 | West Ham United   | Tottenham Hotspur Stadium | 7 de diciembre | 20:15 |

| Crystal Palace         | 1 – 2 | Liverpool         | Selhurst Park             | 9 de diciembre  | 12:30 |
| Brighton & Hove Albion | 1 – 1 | Burnley           | Amex Stadium              | 9 de diciembre  | 15:00 |
| Manchester United      | 0 – 3 | Bournemouth       | Old Trafford              | 9 de diciembre  | 15:00 |
| Sheffield United       | 1 – 0 | Brentford         | Bramall Lane              | 9 de diciembre  | 15:00 |
| Wolverhampton          | 1 – 1 | Nottingham Forest | Molineux Stadium          | 9 de diciembre  | 15:00 |
| Aston Villa            | 1 – 0 | Arsenal           | Villa Park                | 9 de diciembre  | 17:30 |
| Everton                | 2 – 0 | Chelsea           | Goodison Park             | 10 de diciembre | 14:00 |
| Fulham                 | 5 – 0 | West Ham United   | Craven Cottage            | 10 de diciembre | 14:00 |
| Luton Town             | 1 – 2 | Manchester City   | Kenilworth Road           | 10 de diciembre | 14:00 |
| Tottenham Hotspur      | 4 – 1 | Newcastle United  | Tottenham Hotspur Stadium | 10 de diciembre | 16:30 |

| Nottingham Forest | 0 – 2 | Tottenham Hotspur      | City Ground             | 15 de diciembre | 20:00 |
| Chelsea           | 2 – 0 | Sheffield United       | Stamford Bridge         | 16 de diciembre | 15:00 |
| Manchester City   | 2 – 2 | Crystal Palace         | Etihad Stadium          | 16 de diciembre | 15:00 |
| Newcastle United  | 3 – 0 | Fulham                 | St James' Park          | 16 de diciembre | 15:00 |
| Burnley           | 0 – 2 | Everton                | Turf Moor               | 16 de diciembre | 17:30 |
| Arsenal           | 2 – 0 | Brighton & Hove Albion | Emirates Stadium        | 17 de diciembre | 14:00 |
| West Ham United   | 3 – 0 | Wolverhampton          | London Stadium          | 17 de diciembre | 14:00 |
| Brentford         | 1 – 2 | Aston Villa            | Gtech Community Stadium | 17 de diciembre | 14:00 |
| Liverpool         | 0 – 0 | Manchester United      | Anfield                 | 17 de diciembre | 16:30 |
| Bournemouth       | 4 – 3 | Luton Town             | Vitality Stadium        | 13 de marzo     | 19:30 |

| Crystal Palace    | 1 – 1 | Brighton & Hove Albion | Selhurst Park             | 21 de diciembre | 20:00 |
| Aston Villa       | 1 – 1 | Sheffield United       | Villa Park                | 22 de diciembre | 20:00 |
| West Ham United   | 2 – 0 | Manchester United      | London Stadium            | 23 de diciembre | 12:30 |
| Fulham            | 0 – 2 | Burnley                | Craven Cottage            | 23 de diciembre | 15:00 |
| Luton Town        | 1 – 0 | Newcastle United       | Kenilworth Road           | 23 de diciembre | 15:00 |
| Nottingham Forest | 2 – 3 | Bournemouth            | City Ground               | 23 de diciembre | 15:00 |
| Tottenham Hotspur | 2 – 1 | Everton                | Tottenham Hotspur Stadium | 23 de diciembre | 15:00 |
| Liverpool         | 1 – 1 | Arsenal                | Anfield                   | 23 de diciembre | 17:30 |
| Wolverhampton     | 2 – 1 | Chelsea                | Molineux Stadium          | 24 de diciembre | 13:00 |
| Manchester City   | 1 – 0 | Brentford              | Etihad Stadium            | 20 de febrero   | 19:30 |

| Newcastle United       | 1 – 3 | Nottingham Forest | St James' Park          | 26 de diciembre | 12:30 |
| Bournemouth            | 3 – 0 | Fulham            | Vitality Stadium        | 26 de diciembre | 15:00 |
| Sheffield United       | 2 – 3 | Luton Town        | Bramall Lane            | 26 de diciembre | 15:00 |
| Burnley                | 0 – 2 | Liverpool         | Turf Moor               | 26 de diciembre | 17:30 |
| Manchester United      | 3 – 2 | Aston Villa       | Old Trafford            | 26 de diciembre | 20:00 |
| Brentford              | 1 – 4 | Wolverhampton     | Gtech Community Stadium | 27 de diciembre | 19:30 |
| Chelsea                | 2 – 1 | Crystal Palace    | Stamford Bridge         | 27 de diciembre | 19:30 |
| Everton                | 1 – 3 | Manchester City   | Goodison Park           | 27 de diciembre | 20:15 |
| Brighton & Hove Albion | 4 - 2 | Tottenham Hotspur | Amex Stadium            | 28 de diciembre | 19:30 |
| Arsenal                | 0 - 2 | West Ham United   | Emirates Stadium        | 28 de diciembre | 20:15 |

### Segunda vuelta
| Luton Town        | 2 – 3 | Chelsea                | Kenilworth Road           | 30 de diciembre | 12:30 |
| Aston Villa       | 3 – 2 | Burnley                | Villa Park                | 30 de diciembre | 15:00 |
| Crystal Palace    | 3 – 1 | Brentford              | Selhurst Park             | 30 de diciembre | 15:00 |
| Manchester City   | 2 – 0 | Sheffield United       | Etihad Stadium            | 30 de diciembre | 15:00 |
| Wolverhampton     | 3 – 0 | Everton                | Molineux Stadium          | 30 de diciembre | 15:00 |
| Nottingham Forest | 2 – 1 | Manchester United      | City Ground               | 30 de diciembre | 17:30 |
| Fulham            | 2 – 1 | Arsenal                | Craven Cottage            | 31 de diciembre | 14:00 |
| Tottenham Hotspur | 3 – 1 | Bournemouth            | Tottenham Hotspur Stadium | 31 de diciembre | 14:00 |
| Liverpool         | 4 – 2 | Newcastle United       | Anfield                   | 1 de enero      | 20:00 |
| West Ham United   | 0 – 0 | Brighton & Hove Albion | London Stadium            | 2 de enero      | 19:30 |

| Burnley                | 1 – 1 | Luton Town        | Turf Moor               | 12 de enero | 19:45 |
| Chelsea                | 1 – 0 | Fulham            | Stamford Bridge         | 13 de enero | 12:30 |
| Newcastle United       | 2 – 3 | Manchester City   | St James' Park          | 13 de enero | 17:30 |
| Everton                | 0 – 0 | Aston Villa       | Goodison Park           | 14 de enero | 14:00 |
| Manchester United      | 2 – 2 | Tottenham Hotspur | Old Trafford            | 14 de enero | 16:30 |
| Arsenal                | 5 – 0 | Crystal Palace    | Emirates Stadium        | 20 de enero | 12:30 |
| Brentford              | 3 – 2 | Nottingham Forest | Gtech Community Stadium | 20 de enero | 17:30 |
| Sheffield United       | 2 – 2 | West Ham United   | Bramall Lane            | 21 de enero | 14:00 |
| Bournemouth            | 0 – 4 | Liverpool         | Vitality Stadium        | 21 de enero | 16:30 |
| Brighton & Hove Albion | 0 – 0 | Wolverhampton     | Amex Stadium            | 22 de enero | 19:45 |

| Nottingham Forest | 1 – 2 | Arsenal                | City Ground               | 30 de enero  | 19:30 |
| Fulham            | 0 – 0 | Everton                | Craven Cottage            | 30 de enero  | 19:45 |
| Luton Town        | 4 – 0 | Brighton & Hove Albion | Kenilworth Road           | 30 de enero  | 19:45 |
| Crystal Palace    | 3 – 2 | Sheffield United       | Selhurst Park             | 30 de enero  | 20:00 |
| Aston Villa       | 1 – 3 | Newcastle United       | Villa Park                | 30 de enero  | 20:15 |
| Manchester City   | 3 – 1 | Burnley                | Etihad Stadium            | 31 de enero  | 19:30 |
| Tottenham Hotspur | 3 – 2 | Brentford              | Tottenham Hotspur Stadium | 31 de enero  | 19:30 |
| Liverpool         | 4 – 1 | Chelsea                | Anfield                   | 31 de enero  | 20:15 |
| West Ham United   | 1 – 1 | Bournemouth            | London Stadium            | 1 de febrero | 19:30 |
| Wolverhampton     | 3 – 4 | Manchester United      | Molineux Stadium          | 1 de febrero | 20:15 |

| Everton                | 2 – 2 | Tottenham Hotspur | Goodison Park           | 3 de febrero | 12:30 |
| Brighton & Hove Albion | 4 – 1 | Crystal Palace    | Amex Stadium            | 3 de febrero | 15:00 |
| Burnley                | 2 – 2 | Fulham            | Turf Moor               | 3 de febrero | 15:00 |
| Newcastle United       | 4 – 4 | Luton Town        | St James' Park          | 3 de febrero | 15:00 |
| Sheffield United       | 0 – 5 | Aston Villa       | Bramall Lane            | 3 de febrero | 17:30 |
| Bournemouth            | 1 – 1 | Nottingham Forest | Vitality Stadium        | 4 de febrero | 14:00 |
| Chelsea                | 2 – 4 | Wolverhampton     | Stamford Bridge         | 4 de febrero | 14:00 |
| Manchester United      | 3 – 0 | West Ham United   | Old Trafford            | 4 de febrero | 14:00 |
| Arsenal                | 3 – 1 | Liverpool         | Emirates Stadium        | 4 de febrero | 16:30 |
| Brentford              | 1 – 3 | Manchester City   | Gtech Community Stadium | 5 de febrero | 20:00 |

| Manchester City   | 2 – 0 | Everton                | Etihad Stadium            | 10 de febrero | 12:30 |
| Fulham            | 3 – 1 | Bournemouth            | Craven Cottage            | 10 de febrero | 15:00 |
| Liverpool         | 3 – 1 | Burnley                | Anfield                   | 10 de febrero | 15:00 |
| Luton Town        | 1 – 3 | Sheffield United       | Kenilworth Road           | 10 de febrero | 15:00 |
| Tottenham Hotspur | 2 – 1 | Brighton & Hove Albion | Tottenham Hotspur Stadium | 10 de febrero | 15:00 |
| Wolverhampton     | 0 – 2 | Brentford              | Molineux Stadium          | 10 de febrero | 15:00 |
| Nottingham Forest | 2 – 3 | Newcastle United       | City Ground               | 10 de febrero | 17:30 |
| West Ham United   | 0 – 6 | Arsenal                | London Stadium            | 11 de febrero | 14:00 |
| Aston Villa       | 1 – 2 | Manchester United      | Villa Park                | 11 de febrero | 16:30 |
| Crystal Palace    | 1 – 3 | Chelsea                | Selhurst Park             | 12 de febrero | 20:00 |

| Brentford         | 1 – 4 | Liverpool              | Gtech Community Stadium   | 17 de febrero | 12:30 |
| Burnley           | 0 – 5 | Arsenal                | Turf Moor                 | 17 de febrero | 15:00 |
| Fulham            | 1 – 2 | Aston Villa            | Craven Cottage            | 17 de febrero | 15:00 |
| Newcastle United  | 2 – 2 | Bournemouth            | St James' Park            | 17 de febrero | 15:00 |
| Nottingham Forest | 2 – 0 | West Ham United        | City Ground               | 17 de febrero | 15:00 |
| Tottenham Hotspur | 1 – 2 | Wolverhampton          | Tottenham Hotspur Stadium | 17 de febrero | 15:00 |
| Manchester City   | 1 – 1 | Chelsea                | Etihad Stadium            | 17 de febrero | 17:30 |
| Sheffield United  | 0 – 5 | Brighton & Hove Albion | Bramall Lane              | 18 de febrero | 14:00 |
| Luton Town        | 1 – 2 | Manchester United      | Kenilworth Road           | 18 de febrero | 16:30 |
| Everton           | 1 – 1 | Crystal Palace         | Goodison Park             | 19 de febrero | 20:00 |

| Liverpool              | 4 – 1 | Luton Town        | Anfield          | 21 de febrero | 19:30 |
| Aston Villa            | 4 – 2 | Nottingham Forest | Villa Park       | 24 de febrero | 15:00 |
| Brighton & Hove Albion | 1 – 1 | Everton           | Amex Stadium     | 24 de febrero | 15:00 |
| Crystal Palace         | 3 – 0 | Burnley           | Selhurst Park    | 24 de febrero | 15:00 |
| Manchester United      | 1 – 2 | Fulham            | Old Trafford     | 24 de febrero | 15:00 |
| Bournemouth            | 0 – 1 | Manchester City   | Vitality Stadium | 24 de febrero | 17:30 |
| Arsenal                | 4 – 1 | Newcastle United  | Emirates Stadium | 24 de febrero | 20:00 |
| Wolverhampton          | 1 – 0 | Sheffield United  | Molineux Stadium | 25 de febrero | 13:30 |
| West Ham United        | 4 – 2 | Brentford         | London Stadium   | 26 de febrero | 20:00 |
| Chelsea                | 2 – 0 | Tottenham Hotspur | Stamford Bridge  | 2 de mayo     | 19:30 |

| Brentford         | 2 – 2 | Chelsea                | Gtech Community Stadium   | 2 de marzo | 15:00 |
| Everton           | 1 – 3 | West Ham United        | Goodison Park             | 2 de marzo | 15:00 |
| Fulham            | 3 – 0 | Brighton & Hove Albion | Craven Cottage            | 2 de marzo | 15:00 |
| Newcastle United  | 3 – 0 | Wolverhampton          | St James' Park            | 2 de marzo | 15:00 |
| Nottingham Forest | 0 – 1 | Liverpool              | City Ground               | 2 de marzo | 15:00 |
| Tottenham Hotspur | 3 – 1 | Crystal Palace         | Tottenham Hotspur Stadium | 2 de marzo | 15:00 |
| Luton Town        | 2 – 3 | Aston Villa            | Kenilworth Road           | 2 de marzo | 17:30 |
| Burnley           | 0 – 2 | Bournemouth            | Turf Moor                 | 3 de marzo | 13:00 |
| Manchester City   | 3 – 1 | Manchester United      | Etihad Stadium            | 3 de marzo | 15:30 |
| Sheffield United  | 0 – 6 | Arsenal                | Bramall Lane              | 4 de marzo | 20:00 |

| Manchester United      | 2 – 0 | Everton           | Old Trafford     | 9 de marzo  | 12:30 |
| Bournemouth            | 2 – 2 | Sheffield United  | Vitality Stadium | 9 de marzo  | 15:00 |
| Crystal Palace         | 1 – 1 | Luton Town        | Selhurst Park    | 9 de marzo  | 15:00 |
| Wolverhampton          | 2 – 1 | Fulham            | Molineux Stadium | 9 de marzo  | 15:00 |
| Arsenal                | 2 – 1 | Brentford         | Emirates Stadium | 9 de marzo  | 17:30 |
| Aston Villa            | 0 – 4 | Tottenham Hotspur | Villa Park       | 10 de marzo | 13:00 |
| Brighton & Hove Albion | 1 – 0 | Nottingham Forest | Amex Stadium     | 10 de marzo | 14:00 |
| West Ham United        | 2 – 2 | Burnley           | London Stadium   | 10 de marzo | 14:00 |
| Liverpool              | 1 – 1 | Manchester City   | Anfield          | 10 de marzo | 15:45 |
| Chelsea                | 3 – 2 | Newcastle United  | Stamford Bridge  | 11 de marzo | 20:00 |

| Burnley                | 2 – 1 | Brentford         | Turf Moor        | 16 de marzo | 15:00 |
| Luton Town             | 1 – 1 | Nottingham Forest | Kenilworth Road  | 16 de marzo | 15:00 |
| Fulham                 | 3 – 0 | Tottenham Hotspur | Craven Cottage   | 16 de marzo | 17:30 |
| West Ham United        | 1 – 1 | Aston Villa       | London Stadium   | 17 de marzo | 14:00 |
| Arsenal                | 5 – 0 | Chelsea           | Emirates Stadium | 23 de abril | 20:00 |
| Wolverhampton          | 0 – 1 | Bournemouth       | Molineux Stadium | 24 de abril | 19:45 |
| Crystal Palace         | 2 – 0 | Newcastle United  | Selhurst Park    | 24 de abril | 20:00 |
| Everton                | 2 – 0 | Liverpool         | Goodison Park    | 24 de abril | 20:00 |
| Manchester United      | 4 – 2 | Sheffield United  | Old Trafford     | 24 de abril | 20:00 |
| Brighton & Hove Albion | 0 – 4 | Manchester City   | Amex Stadium     | 25 de abril | 20:00 |

| Newcastle United  | 4 – 3 | West Ham United        | St James' Park            | 30 de marzo | 12:30 |
| Bournemouth       | 2 – 1 | Everton                | Vitality Stadium          | 30 de marzo | 15:00 |
| Chelsea           | 2 – 2 | Burnley                | Stamford Bridge           | 30 de marzo | 15:00 |
| Nottingham Forest | 1 – 1 | Crystal Palace         | City Ground               | 30 de marzo | 15:00 |
| Sheffield United  | 3 – 3 | Fulham                 | Bramall Lane              | 30 de marzo | 15:00 |
| Tottenham Hotspur | 2 – 1 | Luton Town             | Tottenham Hotspur Stadium | 30 de marzo | 15:00 |
| Aston Villa       | 2 – 0 | Wolverhampton          | Villa Park                | 30 de marzo | 17:30 |
| Brentford         | 1 – 1 | Manchester United      | Gtech Community Stadium   | 30 de marzo | 20:00 |
| Liverpool         | 2 – 1 | Brighton & Hove Albion | Anfield                   | 31 de marzo | 14:00 |
| Manchester City   | 0 – 0 | Arsenal                | Etihad Stadium            | 31 de marzo | 16:30 |

| Newcastle United  | 1 – 1 | Everton                | St James' Park          | 2 de abril | 19:30 |
| Nottingham Forest | 3 – 1 | Fulham                 | City Ground             | 2 de abril | 19:30 |
| Bournemouth       | 1 – 0 | Crystal Palace         | Vitality Stadium        | 2 de abril | 19:45 |
| Burnley           | 1 – 1 | Wolverhampton          | Turf Moor               | 2 de abril | 19:45 |
| West Ham United   | 1 – 1 | Tottenham Hotspur      | London Stadium          | 2 de abril | 20:15 |
| Arsenal           | 2 – 0 | Luton Town             | Emirates Stadium        | 3 de abril | 19:30 |
| Brentford         | 0 – 0 | Brighton & Hove Albion | Gtech Community Stadium | 3 de abril | 19:30 |
| Manchester City   | 4 – 1 | Aston Villa            | Etihad Stadium          | 3 de abril | 20:15 |
| Liverpool         | 3 – 1 | Sheffield United       | Anfield                 | 4 de abril | 19:30 |
| Chelsea           | 4 – 3 | Manchester United      | Stamford Bridge         | 4 de abril | 20:15 |

| Crystal Palace         | 2 – 4 | Manchester City   | Selhurst Park             | 6 de abril | 12:30 |
| Aston Villa            | 3 – 3 | Brentford         | Villa Park                | 6 de abril | 15:00 |
| Everton                | 1 – 0 | Burnley           | Goodison Park             | 6 de abril | 15:00 |
| Fulham                 | 0 – 1 | Newcastle United  | Craven Cottage            | 6 de abril | 15:00 |
| Luton Town             | 2 – 1 | Bournemouth       | Kenilworth Road           | 6 de abril | 15:00 |
| Wolverhampton          | 1 – 2 | West Ham United   | Molineux Stadium          | 6 de abril | 15:00 |
| Brighton & Hove Albion | 0 – 3 | Arsenal           | Amex Stadium              | 6 de abril | 17:30 |
| Manchester United      | 2 – 2 | Liverpool         | Old Trafford              | 7 de abril | 15:30 |
| Sheffield United       | 2 – 2 | Chelsea           | Bramall Lane              | 7 de abril | 17:30 |
| Tottenham Hotspur      | 3 – 1 | Nottingham Forest | Tottenham Hotspur Stadium | 7 de abril | 18:00 |

| Newcastle United  | 4 – 0 | Tottenham Hotspur      | St James' Park          | 13 de abril | 12:30 |
| Brentford         | 2 – 0 | Sheffield United       | Gtech Community Stadium | 13 de abril | 15:00 |
| Burnley           | 1 – 1 | Brighton & Hove Albion | Turf Moor               | 13 de abril | 15:00 |
| Manchester City   | 5 – 1 | Luton Town             | Etihad Stadium          | 13 de abril | 15:00 |
| Nottingham Forest | 2 – 2 | Wolverhampton          | City Ground             | 13 de abril | 15:00 |
| Bournemouth       | 2 – 2 | Manchester United      | Vitality Stadium        | 13 de abril | 17:30 |
| Liverpool         | 0 – 1 | Crystal Palace         | Anfield                 | 14 de abril | 14:00 |
| West Ham United   | 0 – 2 | Fulham                 | London Stadium          | 14 de abril | 14:00 |
| Arsenal           | 0 – 2 | Aston Villa            | Emirates Stadium        | 14 de abril | 16:30 |
| Chelsea           | 6 – 0 | Everton                | Stamford Bridge         | 15 de abril | 20:00 |

| Luton Town             | 1 – 5 | Brentford         | Kenilworth Road           | 20 de abril | 15:00 |
| Sheffield United       | 1 – 4 | Burnley           | Bramall Lane              | 20 de abril | 15:00 |
| Wolverhampton          | 0 – 2 | Arsenal           | Molineux Stadium          | 20 de abril | 19:30 |
| Everton                | 2 – 0 | Nottingham Forest | Goodison Park             | 21 de abril | 13:30 |
| Aston Villa            | 3 – 1 | Bournemouth       | Villa Park                | 21 de abril | 15:00 |
| Crystal Palace         | 5 – 2 | West Ham United   | Selhurst Park             | 21 de abril | 15:00 |
| Fulham                 | 1 – 3 | Liverpool         | Craven Cottage            | 21 de abril | 16:30 |
| Tottenham Hotspur      | 0 – 2 | Manchester City   | Tottenham Hotspur Stadium | 14 de mayo  | 20:00 |
| Brighton & Hove Albion | 1 – 2 | Chelsea           | Amex Stadium              | 15 de mayo  | 19:45 |
| Manchester United      | 3 – 2 | Newcastle United  | Old Trafford              | 15 de mayo  | 20:00 |

| West Ham United   | 2 – 2 | Liverpool              | London Stadium            | 27 de abril | 12:30 |
| Fulham            | 1 – 1 | Crystal Palace         | Craven Cottage            | 27 de abril | 15:00 |
| Manchester United | 1 – 1 | Burnley                | Old Trafford              | 27 de abril | 15:00 |
| Newcastle United  | 5 – 1 | Sheffield United       | St James' Park            | 27 de abril | 15:00 |
| Wolverhampton     | 2 – 1 | Luton Town             | Molineux Stadium          | 27 de abril | 15:00 |
| Everton           | 1 – 0 | Brentford              | Goodison Park             | 27 de abril | 17:30 |
| Aston Villa       | 2 – 2 | Chelsea                | Villa Park                | 27 de abril | 20:00 |
| Bournemouth       | 3 – 0 | Brighton & Hove Albion | Vitality Stadium          | 28 de abril | 14:00 |
| Tottenham Hotspur | 2 – 3 | Arsenal                | Tottenham Hotspur Stadium | 28 de abril | 14:00 |
| Nottingham Forest | 0 – 2 | Manchester City        | City Ground               | 28 de abril | 16:30 |

| Luton Town             | 1 – 1 | Everton           | Kenilworth Road         | 3 de mayo | 20:00 |
| Arsenal                | 3 – 0 | Bournemouth       | Emirates Stadium        | 4 de mayo | 12:30 |
| Brentford              | 0 – 0 | Fulham            | Gtech Community Stadium | 4 de mayo | 15:00 |
| Burnley                | 1 – 4 | Newcastle United  | Turf Moor               | 4 de mayo | 15:00 |
| Sheffield United       | 1 – 3 | Nottingham Forest | Bramall Lane            | 4 de mayo | 15:00 |
| Manchester City        | 5 – 1 | Wolverhampton     | Etihad Stadium          | 4 de mayo | 17:30 |
| Brighton & Hove Albion | 1 – 0 | Aston Villa       | Amex Stadium            | 5 de mayo | 14:00 |
| Chelsea                | 5 – 0 | West Ham United   | Stamford Bridge         | 5 de mayo | 14:00 |
| Liverpool              | 4 – 2 | Tottenham Hotspur | Anfield                 | 5 de mayo | 16:30 |
| Crystal Palace         | 4 – 0 | Manchester United | Selhurst Park           | 6 de mayo | 20:00 |

| Fulham            | 0 – 4 | Manchester City        | Craven Cottage            | 11 de mayo | 12:30 |
| Bournemouth       | 1 – 2 | Brentford              | Vitality Stadium          | 11 de mayo | 15:00 |
| Everton           | 1 – 0 | Sheffield United       | Goodison Park             | 11 de mayo | 15:00 |
| Newcastle United  | 1 – 1 | Brighton & Hove Albion | St James' Park            | 11 de mayo | 15:00 |
| Tottenham Hotspur | 2 – 1 | Burnley                | Tottenham Hotspur Stadium | 11 de mayo | 15:00 |
| West Ham United   | 3 – 1 | Luton Town             | London Stadium            | 11 de mayo | 15:00 |
| Wolverhampton     | 1 – 3 | Crystal Palace         | Molineux Stadium          | 11 de mayo | 15:00 |
| Nottingham Forest | 2 – 3 | Chelsea                | City Ground               | 11 de mayo | 17:30 |
| Manchester United | 0 – 1 | Arsenal                | Old Trafford              | 12 de mayo | 16:30 |
| Aston Villa       | 3 – 3 | Liverpool              | Villa Park                | 13 de mayo | 20:00 |

| Arsenal                | 2 – 1 | Everton           | Emirates Stadium        | 19 de mayo | 15:00 |
| Brentford              | 2 – 4 | Newcastle United  | Gtech Community Stadium | 19 de mayo | 15:00 |
| Brighton & Hove Albion | 0 – 2 | Manchester United | Amex Stadium            | 19 de mayo | 15:00 |
| Burnley                | 1 – 2 | Nottingham Forest | Turf Moor               | 19 de mayo | 15:00 |
| Chelsea                | 2 – 1 | Bournemouth       | Stamford Bridge         | 19 de mayo | 15:00 |
| Crystal Palace         | 5 – 0 | Aston Villa       | Selhurst Park           | 19 de mayo | 15:00 |
| Liverpool              | 2 – 0 | Wolverhampton     | Anfield                 | 19 de mayo | 15:00 |
| Luton Town             | 2 – 4 | Fulham            | Kenilworth Road         | 19 de mayo | 15:00 |
| Manchester City (C)    | 3 – 1 | West Ham United   | Etihad Stadium          | 19 de mayo | 15:00 |
| Sheffield United       | 0 – 3 | Tottenham Hotspur | Bramall Lane            | 19 de mayo | 15:00 |

|                                                                                            |
| Bandera de Gran Mánchester                                                                 |
| Campeón Manchester City F. C. 10.° título de Primera División 8.° título de Premier League |

### Tabla de resultados cruzados
| Local \ Visitante      | ARS | AST | BOU | BRE | BRI | BUR | CHE | CRY | EVE | FUL | LIV | LUT | MCI | MUN | NEW | NFO | SHE | TOT | WHU | WOL |
| ---------------------- | --- | --- | --- | --- | --- | --- | --- | --- | --- | --- | --- | --- | --- | --- | --- | --- | --- | --- | --- | --- |
| Arsenal                | —   | 0–2 | 3–0 | 2–1 | 2–0 | 3–1 | 5–0 | 5–0 | 2–1 | 2–2 | 3–1 | 2–0 | 1–0 | 3–1 | 4–1 | 2–1 | 5–0 | 2–2 | 0–2 | 2–1 |
| Aston Villa            | 1–0 | —   | 3–1 | 3–3 | 6–1 | 3–2 | 2–2 | 3–1 | 4–0 | 3–1 | 3–3 | 3–1 | 1–0 | 1–2 | 1–3 | 4–2 | 1–1 | 0–4 | 4–1 | 2–0 |
| Bournemouth            | 0–4 | 2–2 | —   | 1–2 | 3–0 | 2–1 | 0–0 | 1–0 | 2–1 | 3–0 | 0–4 | 4–3 | 0–1 | 2–2 | 2–0 | 1–1 | 2–2 | 0–2 | 1–1 | 1–2 |
| Brentford              | 0–1 | 1–2 | 2–2 | —   | 0–0 | 3–0 | 2–2 | 1–1 | 1–3 | 0–0 | 1–4 | 3–1 | 1–3 | 1–1 | 2–4 | 3–2 | 2–0 | 2–2 | 3–2 | 1–4 |
| Brighton & Hove Albion | 0–3 | 1–0 | 3–1 | 2–1 | —   | 1–1 | 1–2 | 4–1 | 1–1 | 1–1 | 2–2 | 4–1 | 0–4 | 0–2 | 3–1 | 1–0 | 1–1 | 4–2 | 1–3 | 0–0 |
| Burnley                | 0–5 | 1–3 | 0–2 | 2–1 | 1–1 | —   | 1–4 | 0–2 | 0–2 | 2–2 | 0–2 | 1–1 | 0–3 | 0–1 | 1–4 | 1–2 | 5–0 | 2–5 | 1–2 | 1–1 |
| Chelsea                | 2–2 | 0–1 | 2–1 | 0–2 | 3–2 | 2–2 | —   | 2–1 | 6–0 | 1–0 | 1–1 | 3–0 | 4–4 | 4–3 | 3–2 | 0–1 | 2–0 | 2–0 | 5–0 | 2–4 |
| Crystal Palace         | 0–1 | 5–0 | 0–2 | 3–1 | 1–1 | 3–0 | 1–3 | —   | 2–3 | 0–0 | 1–2 | 1–1 | 2–4 | 4–0 | 2–0 | 0–0 | 3–2 | 1–2 | 5–2 | 3–2 |
| Everton                | 0–1 | 0–0 | 3–0 | 1–0 | 1–1 | 1–0 | 2–0 | 1–1 | —   | 0–1 | 2–0 | 1–2 | 1–3 | 0–3 | 3–0 | 2–0 | 1–0 | 2–2 | 1–3 | 0–1 |
| Fulham                 | 2–1 | 1–2 | 3–1 | 0–3 | 3–0 | 0–2 | 0–2 | 1–1 | 0–0 | —   | 1–3 | 1–0 | 0–4 | 0–1 | 0–1 | 5–0 | 3–1 | 3–0 | 5–0 | 3–2 |
| Liverpool              | 1–1 | 3–0 | 3–1 | 3–0 | 2–1 | 3–1 | 4–1 | 0–1 | 2–0 | 4–3 | —   | 4–1 | 1–1 | 0–0 | 4–2 | 3–0 | 3–1 | 4–2 | 3–1 | 2–0 |
| Luton Town             | 3–4 | 2–3 | 2–1 | 1–5 | 4–0 | 1–2 | 2–3 | 2–1 | 1–1 | 2–4 | 1–1 | —   | 1–2 | 1–2 | 1–0 | 1–1 | 1–3 | 0–1 | 1–2 | 1–1 |
| Manchester City        | 0–0 | 4–1 | 6–1 | 1–0 | 2–1 | 3–1 | 1–1 | 2–2 | 2–0 | 5–1 | 1–1 | 5–1 | —   | 3–1 | 1–0 | 2–0 | 2–0 | 3–3 | 3–1 | 5–1 |
| Manchester United      | 0–1 | 3–2 | 0–3 | 2–1 | 1–3 | 1–1 | 2–1 | 0–1 | 2–0 | 1–2 | 2–2 | 1–0 | 0–3 | —   | 3–2 | 3–2 | 4–2 | 2–2 | 3–0 | 1–0 |
| Newcastle United       | 1–0 | 5–1 | 2–2 | 1–0 | 1–1 | 2–0 | 4–1 | 4–0 | 1–1 | 3–0 | 1–2 | 4–4 | 2–3 | 1–0 | —   | 1–3 | 5–1 | 4–0 | 4–3 | 3–0 |
| Nottingham Forest      | 1–2 | 2–0 | 2–3 | 1–1 | 2–3 | 1–1 | 2–3 | 1–1 | 0–1 | 3–1 | 0–1 | 2–2 | 0–2 | 2–1 | 2–3 | —   | 2–1 | 0–2 | 2–0 | 2–2 |
| Sheffield United       | 0–6 | 0–5 | 1–3 | 1–0 | 0–5 | 1–4 | 2–2 | 0–1 | 2–2 | 3–3 | 0–2 | 2–3 | 1–2 | 1–2 | 0–8 | 1–3 | —   | 0–3 | 2–2 | 2–1 |
| Tottenham Hotspur      | 2–3 | 1–2 | 3–1 | 3–2 | 2–1 | 2–1 | 1–4 | 3–1 | 2–1 | 2–0 | 2–1 | 2–1 | 0–2 | 2–0 | 4–1 | 3–1 | 2–1 | —   | 1–2 | 1–2 |
| West Ham United        | 0–6 | 1–1 | 1–1 | 4–2 | 0–0 | 2–2 | 3–1 | 1–1 | 0–1 | 0–2 | 2–2 | 3–1 | 1–3 | 2–0 | 2–2 | 3–2 | 2–0 | 1–1 | —   | 3–0 |
| Wolverhampton          | 0–2 | 1–1 | 0–1 | 0–2 | 1–4 | 1–0 | 2–1 | 1–3 | 3–0 | 2–1 | 1–3 | 2–1 | 2–1 | 3–4 | 2–2 | 1–1 | 1–0 | 2–1 | 1–2 | —   |

## Estadísticas

### Récords
- Primer gol de la temporada: Anotado por Erling Haaland, en el Burnley 0 – 3 Manchester City (11 de agosto de 2023)
- Último gol de la temporada: Anotado por Kai Havertz, en el Arsenal 2 – 1 Everton (19 de mayo de 2024)
- Gol más rápido: Anotado a los 16 segundos por Jay Rodriguez en el Burnley 5 – 0 Sheffield United (2 de diciembre de 2023)
- Gol más cercano al final del encuentro: Anotado a los 102 minutos y 7 segundos por Oliver McBurnie en el Sheffield United 2 – 2 West Ham United (21 de enero de 2024)
- Mayor número de goles marcados en un partido: 8 goles, Sheffield United 0 – 8 Newcastle United (24 de septiembre de 2023), Chelsea 4 – 4 Manchester City (12 de noviembre de 2023), Newcastle United 4 – 4 Luton Town (3 de febrero de 2024)
- Partido con más espectadores: 73.612, en el Manchester United 3 – 0 West Ham United (4 de febrero de 2024)
- Partido con menos espectadores: 9.972, en el Bournemouth 0 – 0 Chelsea (17 de septiembre de 2023)
- Mayor victoria local: Chelsea 6 – 0 Everton (15 de abril de 2024)
- Mayor victoria visitante: Sheffield United 0 – 8 Newcastle United (24 de septiembre de 2023)

### Máximos goleadores
Datos actualizados a 19 de mayo de 2024 según la página oficial de la competición.
| Pos. | Jugador         | Equipo            | Goles | Part. | Prom. |
| ---- | --------------- | ----------------- | ----- | ----- | ----- |
| 1    | Erling Haaland  | Manchester City   | 27    | 31    | 0.87  |
| 2    | Cole Palmer     | Chelsea           | 22    | 33    | 0.67  |
| 3    | Alexander Isak  | Newcastle United  | 21    | 30    | 0.7   |
| 4    | Phil Foden      | Manchester City   | 19    | 35    | 0.54  |
| =    | Dominic Solanke | Bournemouth       | 19    | 38    | 0.5   |
| =    | Ollie Watkins   | Aston Villa       | 19    | 37    | 0.51  |
| 7    | Mohamed Salah   | Liverpool         | 18    | 32    | 0.56  |
| 8    | Son Heung-min   | Tottenham Hotspur | 17    | 35    | 0.49  |

### Máximos asistentes
Datos actualizados a 19 de mayo de 2024 según la página oficial de la competición.
| Pos. | Jugador            | Equipo                 | A. | Part. | Prom. |
| ---- | ------------------ | ---------------------- | -- | ----- | ----- |
| 1    | Ollie Watkins      | Aston Villa            | 13 | 37    | 0.35  |
| 2    | Cole Palmer        | Chelsea                | 11 | 33    | 0.33  |
| 3    | Kevin De Bruyne    | Manchester City        | 10 | 18    | 0.56  |
| =    | Morgan Gibbs-White | Nottingham Forest      | 10 | 37    | 0.27  |
| =    | Anthony Gordon     | Newcastle United       | 10 | 35    | 0.29  |
| =    | Pascal Groß        | Brighton & Hove Albion | 10 | 36    | 0.28  |
| =    | Brennan Johnson    | Tottenham Hotspur      | 10 | 32    | 0.31  |
| =    | Mohamed Salah      | Liverpool              | 10 | 32    | 0.31  |
| =    | Son Heung-min      | Tottenham Hotspur      | 10 | 35    | 0.29  |
| =    | Kieran Trippier    | Newcastle United       | 10 | 28    | 0.36  |
| =    | Martin Ødegaard    | Arsenal                | 10 | 35    | 0.29  |

### Autogoles
| Fecha      | Jugador                 | Minuto          | Local                  | Resultado | Visitante              | Jornada    |
| ---------- | ----------------------- | --------------- | ---------------------- | --------- | ---------------------- | ---------- |
| 19/8/2023  | Lisandro Martínez       | 83' , 2 – 0     | Tottenham Hotspur      | 2 – 0     | Manchester United      | Jornada 2  |
| 2/9/2023   | Jordan Pickford         | 45+3' , · 2 – 1 | Sheffield United       | 2 – 2     | Everton                | Jornada 4  |
| 3/9/2023   | Matty Cash              | 22' , 2 – 0     | Liverpool              | 3 – 0     | Aston Villa            | Jornada 4  |
| 15/9/2023  | Hugo Bueno              | 90+1' , · 1 – 3 | Wolverhampton          | 1 – 3     | Liverpool              | Jornada 5  |
| 24/9/2023  | Cristian Romero         | 26' , 1 – 0     | Arsenal                | 2 – 2     | Tottenham Hotspur      | Jornada 6  |
| 24/9/2023  | Milos Kerkez            | 45+2' , · 1 – 1 | Brighton & Hove Albion | 3 – 1     | Bournemouth            | Jornada 6  |
| 30/9/2023  | Pervis Estupiñán        | 26' , 3 – 0     | Aston Villa            | 6 – 1     | Brighton & Hove Albion | Jornada 7  |
| 30/9/2023  | Ruben Dias              | 13' , 1 – 0     | Wolverhampton          | 2 – 1     | Manchester City        | Jornada 7  |
| 30/9/2023  | Joël Matip              | 90+6' , · 2 – 1 | Tottenham Hotspur      | 2 – 1     | Liverpool              | Jornada 7  |
| 7/10/2023  | Ameen Al-Dakhil         | 42' , 1 – 1     | Burnley                | 1 – 4     | Chelsea                | Jornada 8  |
| 7/10/2023  | Antonee Robinson        | 68' , 1 – 1     | Fulham                 | 3 – 1     | Sheffield United       | Jornada 8  |
| 7/10/2023  | Wes Foderingham         | 76' , 2 – 1     | Fulham                 | 3 – 1     | Sheffield United       | Jornada 8  |
| 27/10/2023 | Joel Ward               | 53' , 0 – 1     | Crystal Palace         | 1 – 2     | Tottenham Hotspur      | Jornada 10 |
| 29/10/2023 | Tom Lockyer             | 62' , 3 – 0     | Aston Villa            | 3 – 1     | Luton Town             | Jornada 10 |
| 29/10/2023 | Emiliano Martínez       | 83' , 3 – 1     | Aston Villa            | 3 – 1     | Luton Town             | Jornada 10 |
| 4/11/2023  | Konstantinos Mavropanos | 55' , 2 – 2     | Brentford              | 3 – 2     | West Ham United        | Jornada 11 |
| 4/11/2023  | Ashley Young            | 84' , 1 – 1     | Everton                | 1 – 1     | Brighton & Hove Albion | Jornada 11 |
| 12/11/2023 | Antonee Robinson        | 27' , 1 – 0     | Aston Villa            | 3 – 1     | Fulham                 | Jornada 12 |
| 12/11/2023 | Adam Webster            | 74' , 1 – 1     | Brighton & Hove Albion | 1 – 1     | Sheffield United       | Jornada 12 |
| 25/11/2023 | Dara O'Shea             | 86' , 1 – 1     | Burnley                | 1 – 2     | West Ham United        | Jornada 13 |
| 3/12/2023  | Bernd Leno              | 20' , 1 – 0     | Liverpool              | 4 – 3     | Fulham                 | Jornada 14 |
| 3/12/2023  | Son Heung-min           | 9' , 1 – 1      | Manchester City        | 3 – 3     | Tottenham Hotspur      | Jornada 14 |
| 26/12/2023 | Jack Robinson           | 77' , 2 – 2     | Sheffield United       | 2 – 3     | Luton Town             | Jornada 19 |
| 26/12/2023 | Anis Ben Slimane        | 81' , 2 – 3     | Sheffield United       | 2 – 3     | Luton Town             | Jornada 19 |
| 20/1/2024  | Dean Henderson          | 37' , 2 – 0     | Arsenal                | 5 – 0     | Crystal Palace         | Jornada 21 |
| 30/1/2024  | Álex Moreno             | 52' , 0 – 3     | Aston Villa            | 1 – 3     | Newcastle United       | Jornada 22 |
| 4/2/2024   | Axel Disasi             | 43' , 1 – 2     | Chelsea                | 2 – 4     | Wolverhampton          | Jornada 23 |
| 4/2/2024   | Gabriel                 | 45+3' , · 1 – 1 | Arsenal                | 3 – 1     | Liverpool              | Jornada 23 |
| 18/2/2024  | Jack Robinson           | 75' , 0 – 3     | Sheffield United       | 0 – 5     | Brighton & Hove Albion | Jornada 25 |
| 24/2/2024  | Sven Botman             | 18' , 1 – 0     | Arsenal                | 4 – 1     | Newcastle United       | Jornada 26 |
| 4/3/2024   | Jayden Bogle            | 13' , 0 – 2     | Sheffield United       | 0 – 6     | Arsenal                | Jornada 27 |
| 9/3/2024   | Tom Cairney             | 67' , 2 – 0     | Wolverhampton          | 2 – 1     | Fulham                 | Jornada 28 |
| 10/3/2024  | Andrew Omobamidele      | 29' , 1 – 0     | Brighton & Hove Albion | 1 – 0     | Nottingham Forest      | Jornada 28 |
| 10/3/2024  | Konstantinos Mavropanos | 45+1' , · 0 – 2 | West Ham United        | 2 – 2     | Burnley                | Jornada 28 |
| 30/3/2024  | Issa Kaboré             | 51' , 1 – 0     | Tottenham Hotspur      | 2 – 1     | Luton Town             | Jornada 30 |
| 30/3/2024  | Séamus Coleman          | 90+1' , · 2 – 1 | Bournemouth            | 2 – 1     | Everton                | Jornada 30 |
| 3/4/2024   | Daiki Hashioka          | 44' , 2 – 0     | Arsenal                | 2 – 0     | Luton Town             | Jornada 31 |
| 4/4/2024   | Conor Bradley           | 58' , 1 – 1     | Liverpool              | 3 – 1     | Sheffield United       | Jornada 31 |
| 7/4/2024   | Murillo                 | 15' , 1 – 0     | Totteham Hotspur       | 3 – 1     | Nottingham Forest      | Jornada 32 |
| 13/4/2024  | Daiki Hashioka          | 2' , 1 – 0      | Manchester City        | 5 – 1     | Luton Town             | Jornada 33 |
| 13/4/2024  | Oliver Arblaster        | 63' , 1 – 0     | Brentford              | 2 – 0     | Sheffield United       | Jornada 33 |
| 13/4/2024  | Arijanet Muric          | 70' , 1 – 1     | Burnley                | 1 – 1     | Brighton & Hove Albion | Jornada 33 |
| 21/4/2024  | Emerson                 | 20' , 3 – 0     | Crystal Palace         | 5 – 2     | West Ham United        | Jornada 34 |
| 21/4/2024  | Dean Henderson          | 89' , 5 – 2     | Crystal Palace         | 5 – 2     | West Ham United        | Jornada 34 |
| 27/4/2024  | Alphonse Aréola         | 65' , 1 – 2     | West Ham United        | 2 – 2     | Liverpool              | Jornada 35 |
| 27/4/2024  | Ben Osborn              | 65' , 4 – 1     | Newcastle United       | 5 – 1     | Sheffield United       | Jornada 35 |
| 27/4/2024  | Marc Cucurella          | 4' , 1 – 0      | Aston Villa            | 2 – 2     | Chelsea                | Jornada 35 |
| 28/4/2024  | Pierre-Emile Højbjerg   | 15' , 1 – 0     | Tottenham Hotspur      | 2 – 3     | Arsenal                | Jornada 35 |
| 13/5/2024  | Emiliano Martínez       | 2' , 0 – 1      | Aston Villa            | 3 – 3     | Liverpool              | Jornada 37 |
| 19/5/2024  | Benoît Badiashile       | 49' , 2 – 1     | Chelsea                | 2 – 1     | Bournemouth            | Jornada 38 |

| Datos actualizados a 19 de mayo de 2024 |

### Hat-tricks o pókers
Aquí se encuentra la lista de hat-tricks y póker de goles (en general, tres o más goles marcados por un jugador en un mismo encuentro) conseguidos en la temporada.
| Fecha      | Jugador              | Goles                              | Local                  | Resultado | Visitante              | Jornada    |
| ---------- | -------------------- | ---------------------------------- | ---------------------- | --------- | ---------------------- | ---------- |
| 2/9/2023   | Son Heung-min        | 16', 63', 66'                      | Burnley                | 2 – 5     | Tottenham Hotspur      | Jornada 4  |
| 2/9/2023   | Erling Haaland       | 58', 70' (pen.), 90+5'             | Manchester City        | 5 – 1     | Fulham                 | Jornada 4  |
| 2/9/2023   | Evan Ferguson        | 27', 65', 70'                      | Brighton & Hove Albion | 3 – 1     | Newcastle United       | Jornada 4  |
| 30/9/2023  | Ollie Watkins        | 14', 21', 65'                      | Aston Villa            | 6 – 1     | Brighton & Hove Albion | Jornada 7  |
| 28/10/2023 | Eddie Nketiah        | 28', 50', 58'                      | Arsenal                | 5 – 0     | Sheffield United       | Jornada 10 |
| 6/11/2023  | Nicolas Jackson      | 75', 90+4', 90+7'                  | Tottenham Hotspur      | 1 – 4     | Chelsea                | Jornada 11 |
| 23/12/2023 | Dominic Solanke      | 51', 58', 90+4'                    | Nottingham Forest      | 2 – 3     | Bournemouth            | Jornada 18 |
| 26/12/2023 | Chris Wood           | 45+1', 53', 60'                    | Newcastle United       | 1 – 3     | Nottingham Forest      | Jornada 19 |
| 30/1/2024  | Elijah Adebayo       | 1', 42', 56'                       | Luton Town             | 4 – 0     | Brighton & Hove Albion | Jornada 22 |
| 4/2/2024   | Matheus Cunha        | 22', 63', 82' (pen.)               | Chelsea                | 2 – 4     | Wolverhampton          | Jornada 23 |
| 5/2/2024   | Phil Foden           | 45+3', 53', 70'                    | Brentford              | 1 – 3     | Manchester City        | Jornada 23 |
| 26/2/2024  | Jarrod Bowen         | 5', 7', 63'                        | West Ham United        | 4 – 2     | Brentford              | Jornada 26 |
| 3/4/2024   | Phil Foden           | 45+1', 62', 69'                    | Manchester City        | 4 – 1     | Aston Villa            | Jornada 31 |
| 4/4/2024   | Cole Palmer          | 19' (pen.), 90+10' (pen.), 90+11'  | Chelsea                | 4 – 3     | Manchester United      | Jornada 31 |
| 15/4/2024  | Cole Palmer          | 13', 18', 29', 64' (pen.)          | Chelsea                | 6 – 0     | Everton                | Jornada 33 |
| 4/5/2024   | Erling Haaland       | 12' (pen.), 35', 45+3' (pen.), 54' | Manchester City        | 5 – 1     | Wolverhampton          | Jornada 36 |
| 19/5/2024  | Jean-Philippe Mateta | 9', 39', 63'                       | Crystal Palace         | 5 – 0     | Aston Villa            | Jornada 38 |

## Premios

### Premios mensuales
| Mes        | Entrenador del mes | Entrenador del mes | Jugador del mes | Jugador del mes   | Gol del mes         | Gol del mes            | Atajada del mes | Atajada del mes   | Ref.                        |
| Mes        | Técnico            | Equipo             | Jugador         | Equipo            | Jugador             | Equipo                 | Jugador         | Equipo            | Ref.                        |
| ---------- | ------------------ | ------------------ | --------------- | ----------------- | ------------------- | ---------------------- | --------------- | ----------------- | --------------------------- |
| Agosto     | Ange Postecoglou   | Tottenham Hotspur  | James Maddison  | Tottenham Hotspur | Kaoru Mitoma        | Brighton & Hove Albion | Alisson         | Liverpool         | [ 53 ] [ 54 ] [ 55 ] [ 56 ] |
| Septiembre | Ange Postecoglou   | Tottenham Hotspur  | Son Heung-min   | Tottenham Hotspur | Bruno Fernandes     | Manchester United      | Robert Sánchez  | Chelsea           | [ 57 ] [ 58 ] [ 59 ] [ 60 ] |
| Octubre    | Ange Postecoglou   | Tottenham Hotspur  | Mohamed Salah   | Liverpool         | Saman Ghoddos       | Brentford              | Alphonse Aréola | West Ham United   | [ 61 ] [ 62 ] [ 63 ] [ 64 ] |
| Noviembre  | Erik ten Hag       | Manchester United  | Harry Maguire   | Manchester United | Alejandro Garnacho  | Manchester United      | Thomas Kaminski | Luton Town        | [ 65 ] [ 66 ] [ 67 ] [ 68 ] |
| Diciembre  | Unai Emery         | Aston Villa        | Dominic Solanke | Bournemouth       | Alexis Mac Allister | Liverpool              | Wes Foderingham | Sheffield United  | [ 69 ] [ 70 ] [ 71 ] [ 72 ] |
| Enero      | Jürgen Klopp       | Liverpool          | Diogo Jota      | Liverpool         | Oscar Bobb          | Manchester City        | Jordan Pickford | Everton           | [ 73 ] [ 74 ] [ 75 ] [ 76 ] |
| Febrero    | Mikel Arteta       | Arsenal            | Rasmus Højlund  | Manchester United | Kobbie Mainoo       | Manchester United      | Mark Flekken    | Brentford         | [ 77 ] [ 78 ] [ 79 ] [ 80 ] |
| Marzo      | Andoni Iraola      | Bournemouth        | Rodrigo Muniz   | Fulham            | Marcus Rashford     | Manchester United      | Matz Sels       | Nottingham Forest | [ 81 ] [ 82 ] [ 83 ] [ 84 ] |
| Abril      | Sean Dyche         | Everton            | Cole Palmer     | Chelsea           | Cole Palmer         | Chelsea                | André Onana     | Manchester United | [ 85 ] [ 86 ] [ 87 ] [ 88 ] |

### Premios de la temporada
| Entrenador de la temporada | Entrenador de la temporada | Jugador de la temporada | Jugador de la temporada | Gol de la temporada | Gol de la temporada | Jugador juvenil de la temporada | Jugador juvenil de la temporada | FWA Footballer of the Year | FWA Footballer of the Year | Ref.                        |
| Técnico                    | Equipo                     | Jugador                 | Equipo                  | Jugador             | Equipo              | Jugador                         | Equipo                          | Jugador                    | Equipo                     | Ref.                        |
| -------------------------- | -------------------------- | ----------------------- | ----------------------- | ------------------- | ------------------- | ------------------------------- | ------------------------------- | -------------------------- | -------------------------- | --------------------------- |
| Pep Guardiola              | Manchester City            | Phil Foden              | Manchester City         | Alejandro Garnacho  | Manchester United   | Cole Palmer                     | Chelsea                         | Phil Foden                 | Manchester City            | [ 90 ] [ 91 ] [ 92 ] [ 93 ] |

## Fichajes

### Fichajes más caros del mercado de verano
| Jugador            | Destino           | Origen                 | Precio (€)  | Ref.    |
| ------------------ | ----------------- | ---------------------- | ----------- | ------- |
| Declan Rice        | Arsenal           | West Ham United        | 116.600.000 | [ 94 ]  |
| Moisés Caicedo     | Chelsea           | Brighton & Hove Albion | 116.000.000 | [ 95 ]  |
| Joško Gvardiol     | Manchester City   | RB Leipzig             | 90.000.000  | [ 96 ]  |
| Kai Havertz        | Arsenal           | Chelsea                | 75.000.000  | [ 97 ]  |
| Rasmus Højlund     | Manchester United | Atalanta               | 75.000.000  | [ 98 ]  |
| Dominik Szoboszlai | Liverpool         | RB Leipzig             | 70.000.000  | [ 99 ]  |
| Mason Mount        | Manchester United | Chelsea                | 64.200.000  | [ 100 ] |
| Sandro Tonali      | Newcastle United  | A. C. Milán            | 64.000.000  | [ 101 ] |
| Roméo Lavia        | Chelsea           | Southampton            | 62.100.000  | [ 102 ] |
| Matheus Nunes      | Manchester City   | Wolverhampton          | 62.000.000  | [ 103 ] |

| Datos actualizados a 1 de septiembre de 2023. Fuentes: |

### Fichajes más caros del mercado de invierno
| Jugador           | Destino                | Origen             | Precio (€) | Ref.    |
| ----------------- | ---------------------- | ------------------ | ---------- | ------- |
| Radu Drăgușin     | Tottenham Hotspur      | Genoa              | 25.000.000 | [ 104 ] |
| Adam Wharton      | Crystal Palace         | Blackburn Rovers   | 21.100.000 | [ 105 ] |
| Claudio Echeverri | Manchester City        | River Plate        | 14.500.000 | [ 106 ] |
| Morgan Rogers     | Aston Villa            | Middlesbrough      | 9.400.000  | [ 107 ] |
| Valentín Barco    | Brighton & Hove Albion | Boca Juniors       | 9.150.000  | [ 108 ] |
| Daniel Muñoz      | Crystal Palace         | Genk               | 8.000.000  | [ 109 ] |
| Matz Sels         | Nottingham Forest      | Racing Estrasburgo | 8.000.000  | [ 110 ] |
| Kosta Nedeljković | Aston Villa            | Estrella Roja      | 7.500.000  | [ 111 ] |
| Yunus Konak       | Brentford              | Sivasspor          | 4.500.000  | [ 112 ] |

| Datos actualizados a 2 de febrero de 2024. Fuentes: |